# 弗拉維奧·薩雷塔
弗拉維奧·薩雷塔（葡萄牙語：Flávio Saretta，1980年6月28日—），巴西男子職業網球運動員，在1998年轉職業。
在2001年巴西公開賽，薩雷塔獲得外卡參賽，首輪逆轉擊敗同胞前輩兼前世界第一古斯塔沃·库尔滕。
薩雷塔在克羅埃西亞公開賽獲得生涯唯一1個ATP雙打冠軍。
在2006年漢堡大師賽曾經擊敗前世界第一馬拉特·薩芬。
在2009年薩雷塔因受傷而宣布退役。

## 外部連結
- 弗拉維奧·薩雷塔（英文/西班牙文）的官方資料
- 弗拉維奧·薩雷塔的國際網球總會 職業／青少年 官方資料（英文）
- 弗拉維奧·薩雷塔的官方資料（英文）